# Rocher de bronze
Rocher de bronze (französisch, [rɔˈʃeːdəˈbrõːs]), »eherner Fels«, Sinnbild unerschütterlicher Festigkeit, ein geflügeltes Wort, das auf den König Friedrich Wilhelm I. von Preußen, den sogenannten Soldatenkönig, zurückgeht, der am 25. April 1716 auf eine Eingabe die Randbemerkung schrieb: „Ich … stabiliere die Souveränität und setze die Krone fest wie einen rocher von bronze.“ Er rechtfertige damit eine absolutistische Vorgehensweise, indem er den Argumenten ostelbischer Junker gegen eine Steuererhöhung, die das Land ihrer Meinung nach zu ruinieren drohte, kein Gehör schenkte und seinen eigenen Willen durchsetzte und so die Eigenständigkeit des Adels beschränkte.